# Nikolaï Levachov
Comte Nikolaï Levachov (en russe : Николай Левашов), général de cavalerie russe, aide-de-camp de l'empereur de Russie, gouverneur civil de Saint-Petersbourg du 22 juillet 1866 au 8 mai 1871.
Le comte Nikolaï Vassilievitch Levachov prit de bonne heure la carrière des armes. De 1805 à 1815 il assista à toutes les grandes batailles qui eurent lieu. Il mérita par sa bravoure les plus hauts grades militaires.
Après la pacification de l'Europe, le comte Levachov fut appelé à participer aux travaux de l'administration de l'Empire. Pendant les derniers troubles de Pologne, il fut nommé gouverneur général des provinces de Kiev, de Volhynie et de Podolie.
En 1839, il fut nommé membre du comité des ministres et du conseil de l'Empire, avec la présidence du département de l'économie.
En 1841, il fut nommé directeur général des haras. Ses soins et son activité ont grandement contribué au développement de la race chevaline en Russie.

## Source
« Nikolaï Levachov », dans Charles Mullié, Biographie des célébrités militaires des armées de terre et de mer de 1789 à 1850, 1852 [détail de l’édition]